# Aline (album)
 (avril 2020).
Si vous disposez d'ouvrages ou d'articles de référence ou si vous connaissez des sites web de qualité traitant du thème abordé ici, merci de compléter l'article en donnant les références utiles à sa vérifiabilité et en les liant à la section « Notes et références ».
 (avril 2020).
Pour les articles homonymes, voir Aline.
Albums de Christophe
Christophe
(1967)
Christophe est le premier album studio de Christophe, paru en 1966. Il a connu une réédition en 1979 sous le titre Aline.

## Liste des pistes (1966)
| No  | Titre                    | Durée |
| --- | ------------------------ | ----- |
| 1.  | Les Marionnettes         | 2:32  |
| 2.  | Cette vie-là             | 2:02  |
| 3.  | J'ai eu tort             | 1:44  |
| 4.  | Je suis parti            | 2:35  |
| 5.  | Tu n'es plus comme avant | 2:23  |
| 6.  | Aline                    | 2:50  |
| 7.  | Je vous salue madame     | 2:24  |
| 8.  | Noël                     | 3:24  |
| 9.  | Je t'ai retrouvée        | 1:39  |
| 10. | Je ne t'aime plus        | 3:06  |
| 11. | La Fille aux yeux bleus  | 2:25  |

## Liste des pistes (réédition 1979)
| No  | Titre                              | Durée |
| --- | ---------------------------------- | ----- |
| 1.  | Aline                              | 2:50  |
| 2.  | Je t'ai retrouvée                  | 1:39  |
| 3.  | Excusez-moi monsieur le professeur | 2:33  |
| 4.  | Je suis parti                      | 2:35  |
| 5.  | La Fille aux yeux bleus            | 2:25  |
| 6.  | J'ai eu tort                       | 1:44  |
| 7.  | Les Marionnettes                   | 2:32  |
| 8.  | Je vous salue madame               | 2:24  |
| 9.  | Cette vie-là                       | 2:02  |
| 10. | Noël                               | 3:24  |
| 11. | Je ne t'aime plus                  | 3:06  |